# Andi Rasdiyanah Amir
Andi Rasdiyanah Amir, née le 8 septembre 1935 à Bulukumba et morte le 19 janvier 2023 à Makassar (Indonésie) est une érudite et bureaucrate musulmane indonésienne. Rasdiyanah est rectrice de l'Institut d'État islamique Alauddin (aujourd'hui Université d'État islamique Alauddin (en)) de 1985 à 1994. Elle est la première femme à diriger un établissement d’enseignement supérieur islamique en Indonésie ainsi que la première femme recteur dans la partie orientale de l’Indonésie. À la fin de son mandat de rectrice, Rasdiyanah est nommée par le ministre des Affaires religieuses au poste de directrice générale des institutions islamiques. Elle est remplacée à ce poste et continue à enseigner à l'Institut d'État islamique Alauddin jusqu'à sa mort.

## Jeunesse et éducation
Rasdiyanah naît le 8 septembre 1935 à Bulukumba, une régence du Sulawesi du Sud. Ses parents, Andi Paroddo et Andi Sure, sont des aristocrates locaux de la régence. Son père, Andi Paroddo, meurt alors qu'elle est encore bébé, et son éducation est principalement financée par ses frères aînés. Rasdiyanah commence son éducation primaire pendant l’occupation japonaise. Elle est inscrite dans une école populaire (shōgakkō) à Barabba, un village de Bulukumba. Elle termine son école primaire en 1946,.
Après avoir terminé ses études à l'école populaire, Rasdiyanah part étudier dans les médersas appartenant à Muhammadiyah à Bulukumba. Elle étudie à Bulukumba pendant sept ans avant de déménager à Yogyakarta, où elle entreprend sa dernière année dans une médersa de la ville. Rasdiyanah fréquente ensuite une école préparatoire à l'université islamique pendant deux ans avant d'étudier l'ushuluddin (religion comparée) à l'Institut islamique d'État de Sunan Kalijaga,. Au cours de ses études à l'université, Rasdiyanah rejoint Aisyiyah (en), l'aile féminine de Muhammadiyah. Elle est diplômée de l'université en 1963. Plusieurs années plus tard, en 1982, Rasdiyanah obtient un doctorat de l'institut.

## Carrière

### Institut d'État islamique Alauddin
La branche de Makassar de l'Institut islamique d'État Sunan Kalijaga est officiellement séparée en 1965 et devient l'Institut d'État islamique Alauddin. L'ancien maire de Makassar, Aroeppala, devient son premier recteur et Rasdiyanah est nommé par Aroeppala comme son adjointe. Après avoir servi pendant cinq ans, Rasdiyanah est transférée à la faculté de charia de l'institut et devient responsable des études ushuluddin. En 1972, Rasdiyana retourne à la faculté de tarbiyah et en devient la doyenne pendant huit ans.
Rasdiyanah retourne au Sulawesi du Sud peu de temps après avoir obtenu son diplôme et commence à travailler à la succursale de Makassar de l'Institut islamique d'État Sunan Kalijaga. À cette époque, la seule faculté de la branche est la faculté de la charia. En raison d’un manque de personnel, Rasdiyanah est rapidement promue dans les rangs universitaires. La même année, la faculté de tarbiyah (éducation islamique) est ouverte et Rasdiyanah en devient la vice-doyenne.
En janvier 1979, l'Institut État islamique d'Alauddin organise une élection pour trouver un nouveau recteur afin de remplacer le vieux et malade Abdurrahman Shihab (en). La décision d'Abdurrahman Shihab de nommer son propre fils, Quraish Shihab (en), comme premier recteur adjoint, provoque une controverse parmi les étudiants, et ces derniers font pression pour que le sénat académique élise le recteur. Rasdiyanah est nommée rectrice aux côtés de Muhyiddin Zain, le prédécesseur d'Abdurrahman Shihab. Muhyiddin remporte l'élection avec 16 voix, tandis que Rasdiyanah est en deuxième position avec 12 voix. De façon inattendue, Muhyiddin décède avant de prêter serment.
La mort de Muhyiddin fait de Rasdiyanah la favorite des élections et le ministre des Affaires religieuses prévoit de la nommer comme remplaçante de Shihab. Cependant, en raison de son statut de femme, le gouvernement régional du Sulawesi du Sud et le Conseil des oulémas indonésiens expriment leur désapprobation. Le gouverneur du Sulawesi du Sud, Andi Oddang (en), met en doute sa capacité, en tant que femme, à gérer d'éventuelles manifestations étudiantes. Cette désapprobation est accueillie avec des critiques de la part du président de la branche Muhammadiyah de Makassar, qui déclare que les femmes sont déjà dirigeantes dans le Sulawesi du Sud depuis des lustres. En raison des désaccords, un triumvirat temporaire est nommé pour diriger l'université. Le triumvirat est dissous après que Murad Usman, ancien doyen des études ushuluddin, ait été élu recteur définitif. Murad nomme ensuite Rasdiyanah comme rectrice adjointe aux affaires étudiantes.
À la fin du mandat de Murad en tant que recteur, Rasdiyanah est nommée comme sa remplaçante. Elle est installée comme rectrice le 1er juin 1985. Rasdiyanah est la première femme à diriger un établissement d’enseignement supérieur islamique en Indonésie ainsi que la première femme rectrice dans la partie orientale de l’Indonésie. Elle est reconduite pour un second mandat en 1989.

### Département des affaires religieuses et vie ultérieure
Rasdiyanah est nommée par le ministre des Affaires religieuses au poste de directrice générale des institutions islamiques plusieurs mois avant la fin de son mandat de rectrice. Rasdiyanah prête serment en tant que directrice générale le 30 avril 1993 et est relevée de ses fonctions de recteur le 4 janvier 1994. Durant son mandat, le gouvernement introduit un programme d’éducation obligatoire de neuf ans. Rasdiyanah essaye de mettre en œuvre le programme d'éducation obligatoire dans les institutions éducatives islamiques telles que les médersas et les pesantren (en), mais échoue car il est jugé trop lourd par les autorités éducatives. Après trois ans de service en tant que directrice générale, Rasdiyanah cède son poste à Abdul Malik Fadjar (en) le 27 mai 1996,.
Après sa retraite du département des affaires religieuses, Rasdiyanah continue à enseigner à l'Institut d'État islamique Alauddin. Auparavant, en 1995, Rasdiyanah est devenue professeure d’études du hadîth à l’université. Elle devient présidente du conseil des professeurs de l'institut et directrice des études de troisième cycle en 1996. En 1997, Rasdiyanah est désignée comme candidate potentielle au poste de gouverneure du Sulawesi du Sud, mais ne réussit pas à se présenter aux élections.
En 2005, l'Institut État islamique Alauddin est transformé en Université d'État islamique Alauddin. Rasdiyanah continue à diriger les études de troisième cycle à l'université jusqu'en 2010. Cette année-là, l'université publie un mélanges à son sujet.

## Vie privée et mort
Rasdiyanah s'est mariée avec Amin Said, professeur à l'Université d'État islamique Alauddin, le 14 avril 1962. Le couple a quatre filles et un garçon,.
Rasdiyanah décède à Makassar le matin du 19 janvier 2023, à l'âge de 87 ans.